# Uncle Tony's Coloring Book
 (mars 2016).
Albums de Blockhead
Downtown Science (en)
(2005) The Music Scene (en)
(2009)
Uncle Tony's Coloring Book est le troisième album studio de Blockhead, sorti le 14 août 2007. 
Il s'agit d'un album auto-édité limité à 2 000 copies avec très peu de distribution.

## Liste des titres
Tous les titres sont produits par Blockhead, à l'exception de Grape Nuts and Chalk Sauce, coproduit par Damien Paris
| No  | Titre                                 | Contient un (des) sample(s) de                                     | Durée |
| --- | ------------------------------------- | ------------------------------------------------------------------ | ----- |
| 1.  | Coloring Book                         | My Coloring Book de Skeeter Davis                                  | 5:00  |
| 2.  | The Strain                            | Running Bear de Johnny Preston                                     | 3:52  |
| 3.  | Grape Nuts and Chalk Sauce            |                                                                    | 3:34  |
| 4.  | Duke of Hazzard                       |                                                                    | 4:02  |
| 5.  | Squirmy Worm                          | Dream Suite des Dreams                                             | 4:32  |
| 6.  | Put Down Your Dream Journal and Dance |                                                                    | 5:04  |
| 7.  | The Hucklebuck Slice                  |                                                                    | 5:04  |
| 8.  | Not So OK Corral                      |                                                                    | 4:11  |
| 9.  | Do the Tron                           |                                                                    | 3:59  |
| 10. | Get Your Regal On                     |                                                                    | 3:43  |
| 11. | Cheer Up You're Not Dead Yet          |                                                                    | 4:45  |
| 12. | Trailer Love                          | Bring It on Home to Me de Sam Cooke London Lowdown de Ronny Jordan | 5:41  |
| 13. | NYC Bounce                            |                                                                    | 4:24  |